# عمر نظر
عمر نظر (زادهٔ ۱ نوامبر ۱۹۷۸) بازیکن فوتبال اهل افغانستان است.
وی در تیم ملی فوتبال افغانستان بازی کرده‌است.
| تیم ملی فوتبال افغانستان | تیم ملی فوتبال افغانستان | تیم ملی فوتبال افغانستان |
| سال                      | بازی‌ها                   | گل‌ها                     |
| ------------------------ | ------------------------ | ------------------------ |
| ۲۰۰۳                     | ۴                        | ۰                        |
| مجموع                    | ۴                        | ۰                        |